# Bitwa pod Jakowczycami
Bitwa pod Jakowczycami – walki polskiego 64 pułku piechoty kpt. Ludwika Bociańskiego z sowieckim 90 pułkiem strzelców w czasie lipcowej ofensywy Frontu Zachodniego Michaiła Tuchaczewskiego podczas wojny polsko-bolszewickiej.

## Położenie wojsk przed bitwą
W pierwszej dekadzie lipca przełamany został front polski nad Autą, a wojska Frontu Północno-Wschodniego gen. Stanisława Szeptyckiego cofały się pod naporem ofensywy Michaiła Tuchaczewskiego.
Naczelne Dowództwo Wojska Polskiego nakazało powstrzymanie wojsk sowieckiego Frontu Zachodniego na linii dawnych okopów niemieckich z okresu I wojny światowej.
Sytuacja operacyjna, a szczególnie upadek Wilna i obejście pozycji polskich od północy, wymusiła dalszy odwrót wojsk polskich.
1 Armia gen. Gustawa Zygadłowicza cofała się nad Niemen, a 4 Armia nad Szczarę, a Grupa Poleska na Kanał Ogińskiego i Pińsk.
Obrona wojsk polskich na linii Niemna i Szczary również nie spełniła oczekiwań. W walce z przeciwnikiem oddziały polskie poniosły duże straty i zbyt wcześnie zaczęły wycofanie na linię Bugu.
W końcu lipca Front Północno-Wschodni znajdował się w odwrocie na linię Bugu i Narwi. Grupa gen. Władysława Junga została zepchnięta za Narew, a grupa gen. Daniela Konarzewskiego stała między Prużaną a Berezą Kartuską. Między obiema grupami, podległymi 4 Armii, wytworzyła się kilkudziesięciokilometrowa luka, w którą wtargnęły sowieckie 2 i 17 Dywizje Strzelców. Po obu stronach linii kolejowej Łuniniec – Brześć cofała się Grupa Poleska gen. Władysława Sikorskiego. Odwrót wojsk gen. Sikorskiego nie był wymuszony działaniami przeciwnika, ale wydarzeniami na północnym odcinku frontu.
Plan polskiego Naczelnego Dowództwa zakładał, że 1. i 4 Armia oraz Grupa Poleska do 5 sierpnia będą bronić linii Narew – Orlanka oraz Leśna – Brześć i w ten sposób umożliwią przygotowanie kontrofensywy z rejonu Brześcia na lewe skrzydło wojsk Frontu Zachodniego Michaiła Tuchaczewskiego. Rozstrzygającą operację na linii Bug, Ostrołęka, Omulew doradzał też gen. Maxime Weygand.
Warunkiem powodzenia było utrzymanie posiadającej wielkie znaczenie strategiczne Twierdzy Brzeskiej oraz pobicie 1 Armii Konnej Siemiona Budionnego, co umożliwiłoby ściągnięcie nad Bug części sił polskich z Galicji.

## Walki pod Jakowczycami
27 lipca Grupa Poleska otrzymała zadanie wycofania się w rejon Brześcia i utrzymania przedmościa na wschodnim brzegu Bugu. Przedmoście stanowić miało podstawę do przyszłych polskich działań ofensywnych. Gen. Władysław Sikorski opóźnił odwrót o jeden dzień, osłaniając lewe skrzydło 3 Armii walczącej w Galicji.
16 Dywizja Piechoty gen. Stanisława Skrzyńskiego maszerowała z Kobrynia na Żabinkę. 64 pułk piechoty kpt. Ludwika Bociańskiego stanowił północne ubezpieczenie i miał za zadanie zabezpieczyć transporty kolejowe 16 DP. Jego trasa marszu wiodła przez Kobryń - Litwinki - Jakowczyce - Żabinkę - Brześć.
Pod Jakowczycami kolumna 64 pułku piechoty została zaatakowana przez sowiecki 90 pułk strzelców. Kolumna pułkowa została rozcięta na dwie części. Ciężar walki z wrogiem wzięły na siebie II batalion oraz część III batalionu, pod ogólnym dowództwem por. Józefa Lecha. Sowietów co prawda odrzucono, ale zmęczenie żołnierzy spowodowało, że polski pułk uległ dezorganizacji i dalszy odwrót prowadzono w dwóch grupach. Dopiero nad ranem 31 lipca nastąpiła koncentracja pułku w Żabince, a stąd po krótkim odpoczynku kontynuowano odwrót przez Chwedkowiszcze za Bug, by 30 lipca osiągnąć Brześć.

## Bilans walk
W boju pod Jakowczycami pułk stracił 107 poległych, rannych i zaginionych. Za wybitne czyny bojowe w walce orderem Virtuti Militari odznaczeni zostali dowódca II batalionu por. Józef Lech i dowódca kompanii szturmowej ppor. Kazimierz Neumann.